# Société française de neurochirurgie
La Société française de neurochirurgie est une société savante de neurochirurgie.